# Pescada-verdadeira
A pescada-verdadeira (Cynoscion steindachneri) é uma espécie de peixe  teleósteo que chega a medir até 1 metro de comprimento. Tem o dorso prateado e o ventre esbranquiçado.